# Церковь Успения Пресвятой Богородицы (Мячково)
Церковь Успения Пресвятой Богородицы — православный храм в селе Мячково городского округа Коломна Московской области. Входит в состав 2-го Коломенского благочиния Коломенской епархии Русской православной церкви. Первые упоминания храма относятся к 1368 году. Современное здание построено в 1868—1876 годах.

## История
Первые упоминания о наличии Успенской церкви в селе Мячково относятся к 1368 году. В дальнейших хрониках неоднократно упоминается деревянная церковь. Нет точных сведений о числе перестроек, подновлений и реставраций. Известно, что в 1794 году на средства прихожан была возведена новая деревянная церковь, уже на каменном фундаменте.
В 1851 году при церкви открыто церковноприходское училище, в котором по состоянию на 1867 год обучались 30 мальчиков и 10 девочек.
В 1865 году пожар уничтожил старую деревянную церковь, и ей на смену рядом выстроили новую деревянную церковь Успения. Значимая роль в истории храма принадлежит отцу Павлу Васильевичи Преображенскому (1833—1909), сыну причетника Иоанно-Богословской церкви в Коломны. При нём был выстроен новый храм. С 1868 году на средства потомственного почётного гражданина и кавалера Александра Ивановича Евсеева начали возведение каменного трёхпрестольного храма. В 1876 году строительство храма Успения Пресвятой Богородицы с приделами Илии Пророка и Святителя Николая Мирликийского завершили.
В советское время здание церкви использовалось под склад и хлебопекарню. Местное кладбище срыли, а надгробные плиты использовали для фундамента деревенского клуба.
31 октября 1937 года был арестован органами НКВД последний настоятель храма и священник Матвей Алонин (1879—1937). Он был обвинён в антисоветской агитации и пропаганде, 14 ноября приговорён к расстрелу и 25 ноября того же года расстрелян. Реабилитирован в 1989 году, прославлен в Соборе святых новомучеников и исповедников Российских.
В 1994 году была зарегистрирована церковная община. В 1998 году начались реставрационные работы. В последующие годы удалось восстановить колокольню, повесить колокола, восстановить церковную ограду, в 2003 году в храме установили иконостас.

## Духовенство
- Настоятель храма — протоиерей Григорий Муравлев[3].